# Latte art

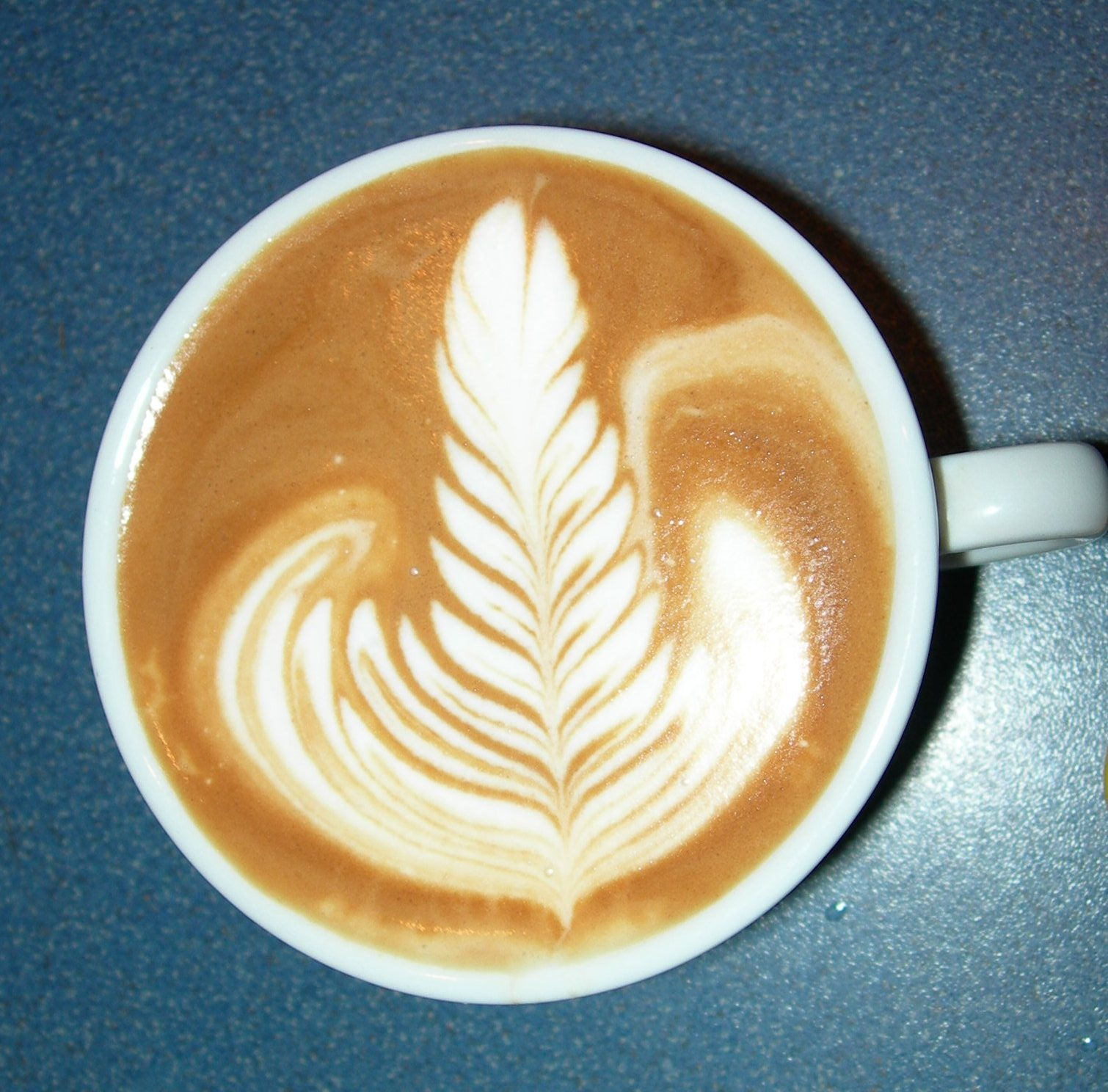
Latté art

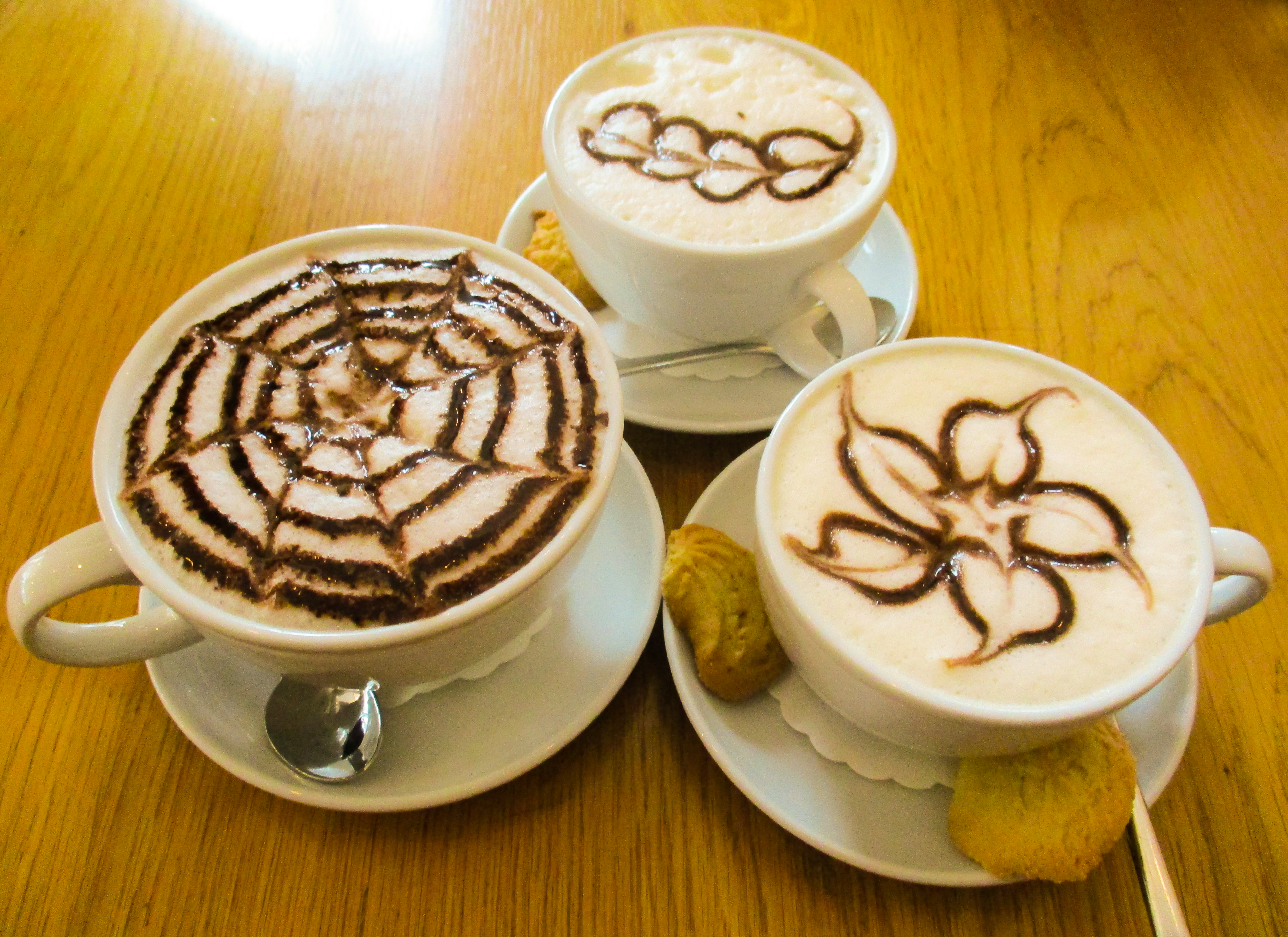
Latte art

Latte Art je moderní způsob přípravy kávy (většinou cappucina, latte či jiného nápoje z espressa a mléčné pěny), kdy se naléváním mléčné emulze do espressa na hladině nápoje vytváří různé obrazce a tvary. Obrazce lze také tvořit "kreslením" do svrchní vrstvy mléčné pěny, případně lze takto obrazec vzniklý nalitím mléka upravit. Finální podoba nápoje je dána vlastnostmi espressa i mléka, kvalitou kávovaru a především také schopnostmi a zkušenostmi baristy, který nápoj připravuje. 

## Historie
Umělecké dotváření kávy má počátky v Itálii, významným se ale stalo až v kavárnách v USA koncem 80. a počátkem 90. let 20. století. Odtud se rychle rozšířilo do celého světa.
Ve Spojených státech se Latte Art zrodil v Seattlu během osmdesátých a devadesátých let dvacátého století, o jeho popularitu se zasadil zejména David Schomer. Ten také v roce 1986 vynalezl mikropěnu, v roce 1989 vynalezl způsob, jakým na pěnu kreslit motiv srdce, a v roce 1992 vynalezl motiv zvaný "rosetta" poté, co jej viděl na fotografii v italské kavárně.[zdroj?]

## Chemie
Latte Art je směs dvou koloidů, cremy (crema je emulze kávového oleje a uvařené kávy) a mikropěny (mikropěna je pěna ze vzduchu a mléka). Mléko je samo o sobě emulze máselného tuku a vody, káva je pak směsí kávovin a vody. Ani jeden z těchto koloidů není stabilní – crema se z espressa vytrácí, zatímco mikropěna se rozkládá na sušší formu pěny a tekuté mléko. Jelikož k reakcím dochází ihned, počítáme životnost Latte Art v řádech sekund.

## Styly
Latte art se může tvořit dvěma způsoby – free pouring (obrázek vzniká naléváním mléčné emulze do espressa) a etching (obrázek se vytvoří až po nalití mléka pomocí předmětu). První technika vyžaduje zručnost, jelikož se mléko musí nalévat přesnými pohyby a v přesných dávkách. Zkušení baristé mohou své dovednosti porovnávat na mistrovství světa. Druhá technika je oproti tomu závislá na pomůckách – ke zdobení se používá například kakaový prášek, topping (sirup nebo poleva různých příchutí), šablony, párátka, míchátka a další pomůcky.

### Free pouring
Dva nejznámější obrazce, které technikou free pouring vznikají, jsou srdce a rosetta (někdy se jí říká kapradina). Tvar srdce je na výrobu jednodušší a je typičtější pro kávu macchiato, výroba rosetty je komplikovanější a obvykle zdobí povrch kávy latté. 
Při vytváření kapradiny technikou free pouring drží barista šálek s kávou rovně či mírně nahnutý na jednu stranu. Zatímco se přilévá mléko, na jedné straně se díky náklonu začne utvářet vzorek. Poté plní hrnek tak, že se džbánkem mléka či s hrnkem pohybuje ze strany na stranu a nakonec posledním proudem mléka rychle přetne vzniklý obrazec. Tato závěrečná mléčná "čára" obrazec přepůlí, ohne bílá "esíčka" do tvaru lístků a vytvoří stonek kapradiny.
Tvar srdce se vytváří prudším naléváním mléka, bez pohybu šálku do stran. Drobnou úpravou tohoto postupu lze vytvořit tvar jablka. Šálek s espressem se drží nakloněný a z výšky cca 5 cm od něj se lije mléčná emulze (přímo doprostřed). Jakmile je hladina zhruba 1 cm pod okrajem šálku, přiblíží se konvičku k šálku a více nakloní; do šálku se vleje více pěny najednou.
Existují i složitější obrázky, které vyžadují, aby se mléko nalévalo několikrát a různými způsoby. Mezi pokročilé techniky patří tulipán, zvlněné srdce, labuť či štír.

### Etching
Technikou zvanou etching lze na povrchu nápoje tvořit jednoduché geometrické tvary i malé malby, například různě stínované květiny, zvířata i podobizny slavných osob. Obrázky se většinou vytváří párátkem či kávovým míchátkem. Jejich životnost je obvykle kratší než u obrázků vzniklých technikou 'free pouring, jelikož pěna se do kávy rozpouští rychleji.
U cappuccina se často používá železná formička s vykrojeným vzorem (často jde o květinu), přes kterou se na povrch nápoje sype kakaový prášek. Jde o velmi jednoduchý, ale rychlý způsob zdobení. Tuto techniku mnohdy upřednostňují kavárnové řetězce (například kavárny Costa), jelikož rychlost obsluhy během největší špičky hraje klíčovou roli.

## Tvorba
Klíčovým předpokladem pro aplikaci techniky Latte Art je espresso s hustou, tmavou cremou na povrchu. Výsledný efekt ovlivňuje tvar a velikost šálku (větší šálek usnadňuje tvorbu detailů). Napěněné mléko by mělo být jemné a krémové konzistence bez bublin. Doporučuje se používat nerezové nebo teflonové konvičky s hubičkou (zejména pro kreslení složitějších obrazců).
S tím, jak se Latte Art šíří, velká část milovníků kávy považuje za kontroverzní, když baristé na zdobení nápoje přehnaně lpí. Argumentují tím, že výsledná chuť kávy bude vždy důležitější než její vzhled.[zdroj?] Ještě obecněji lze říci, že největší chybou přehnaně sebevědomých baristů je, když svou představu o dokonalé kávě vnucují zákazníkům, kteří mají (a projeví) odlišnou představu; například ve věci teploty kávy.

## Varianty
Latte Art vzniká naléváním mikropěny do espressa, ale obrazce lze tvořit i na jiných nápojích. Mikropěnou se může ozdobit přímo uvařená káva, jak tomu je u calé au lait, či čaj. Kávu lze zdobit i bez mléka, a to kreslením do její cremy technikami Espresso Art.

## Galerie

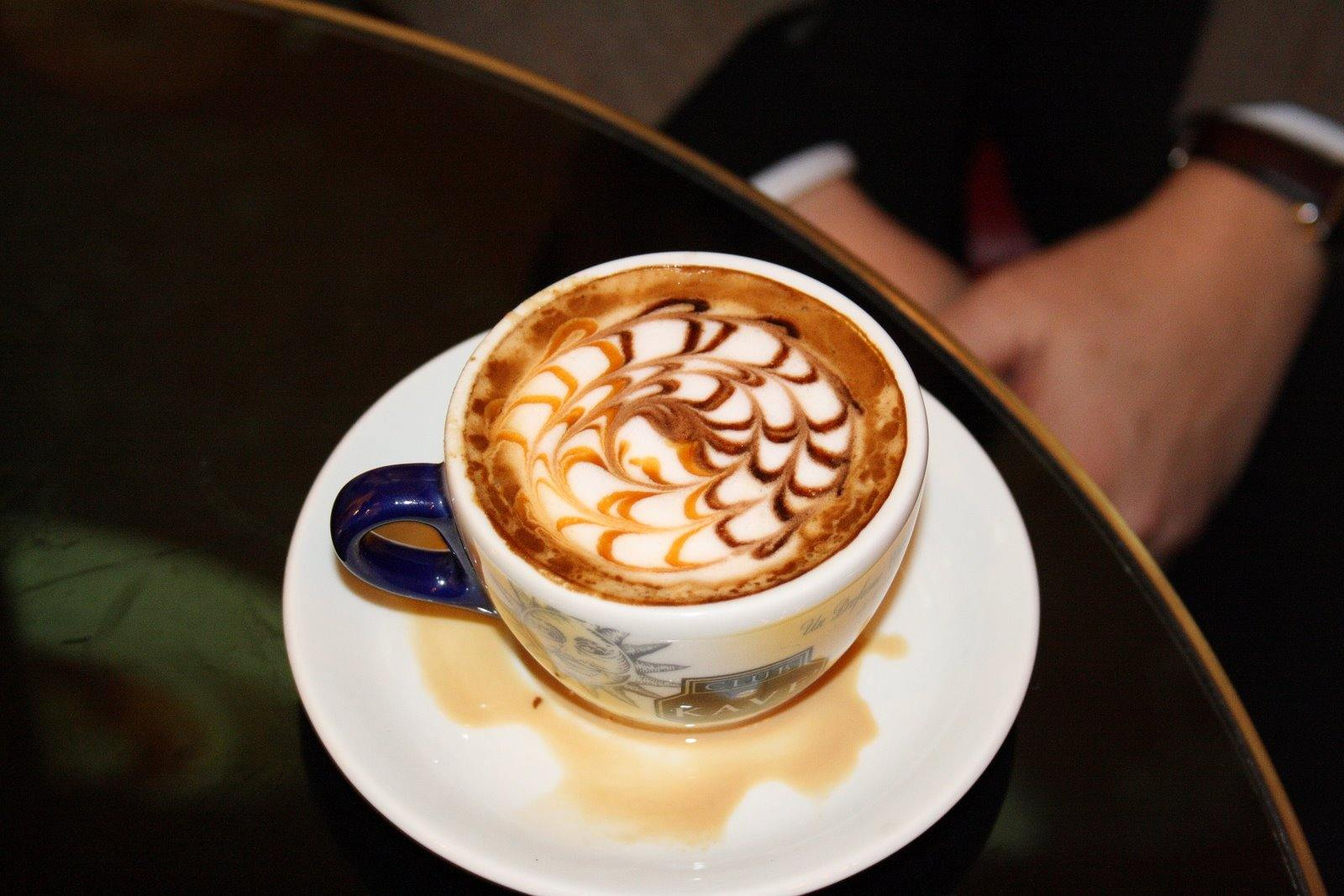
Soutěžní cappucino s latté artem na večírku Coffee Right v Brně
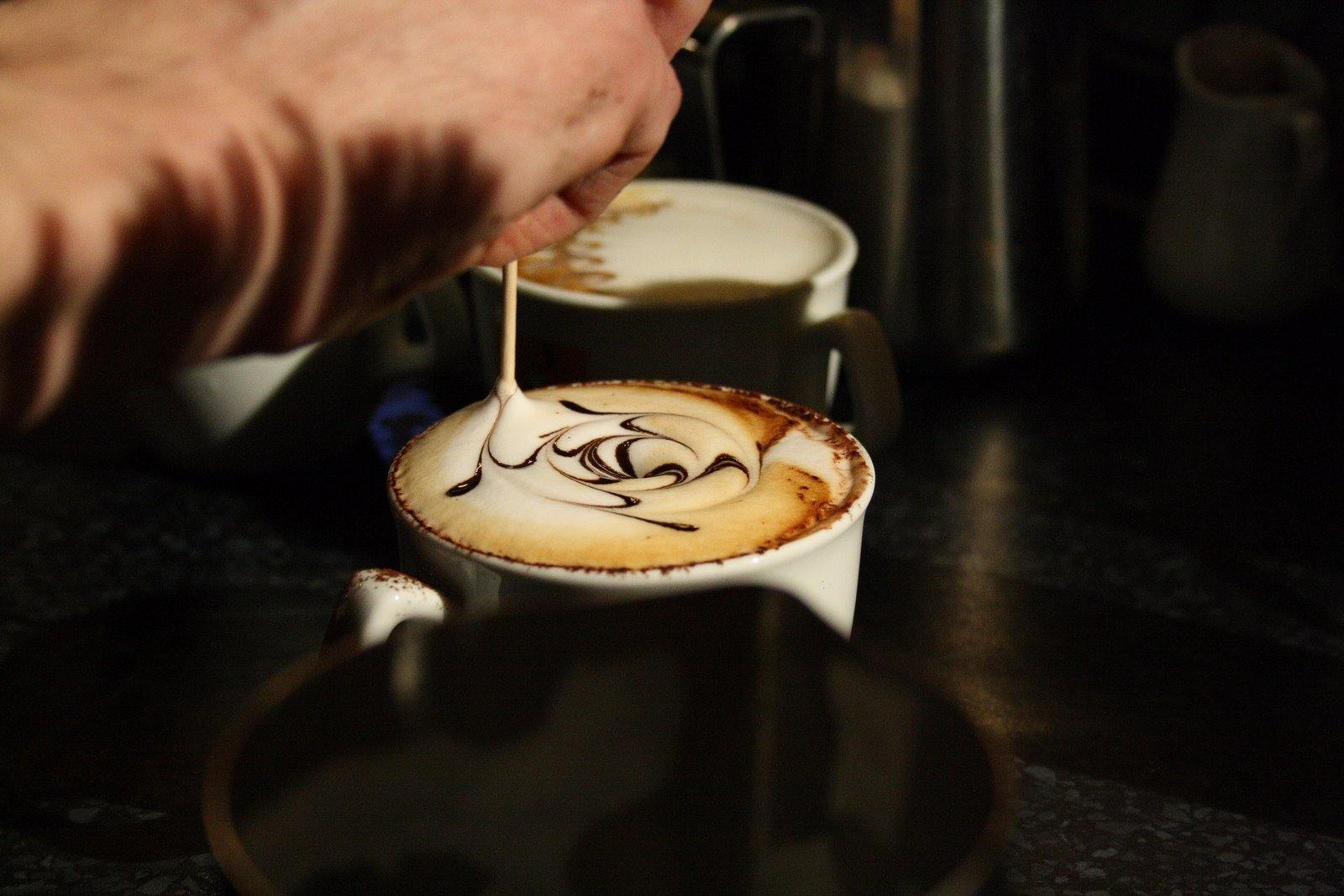
Tvorba latté artu na cappuccinu
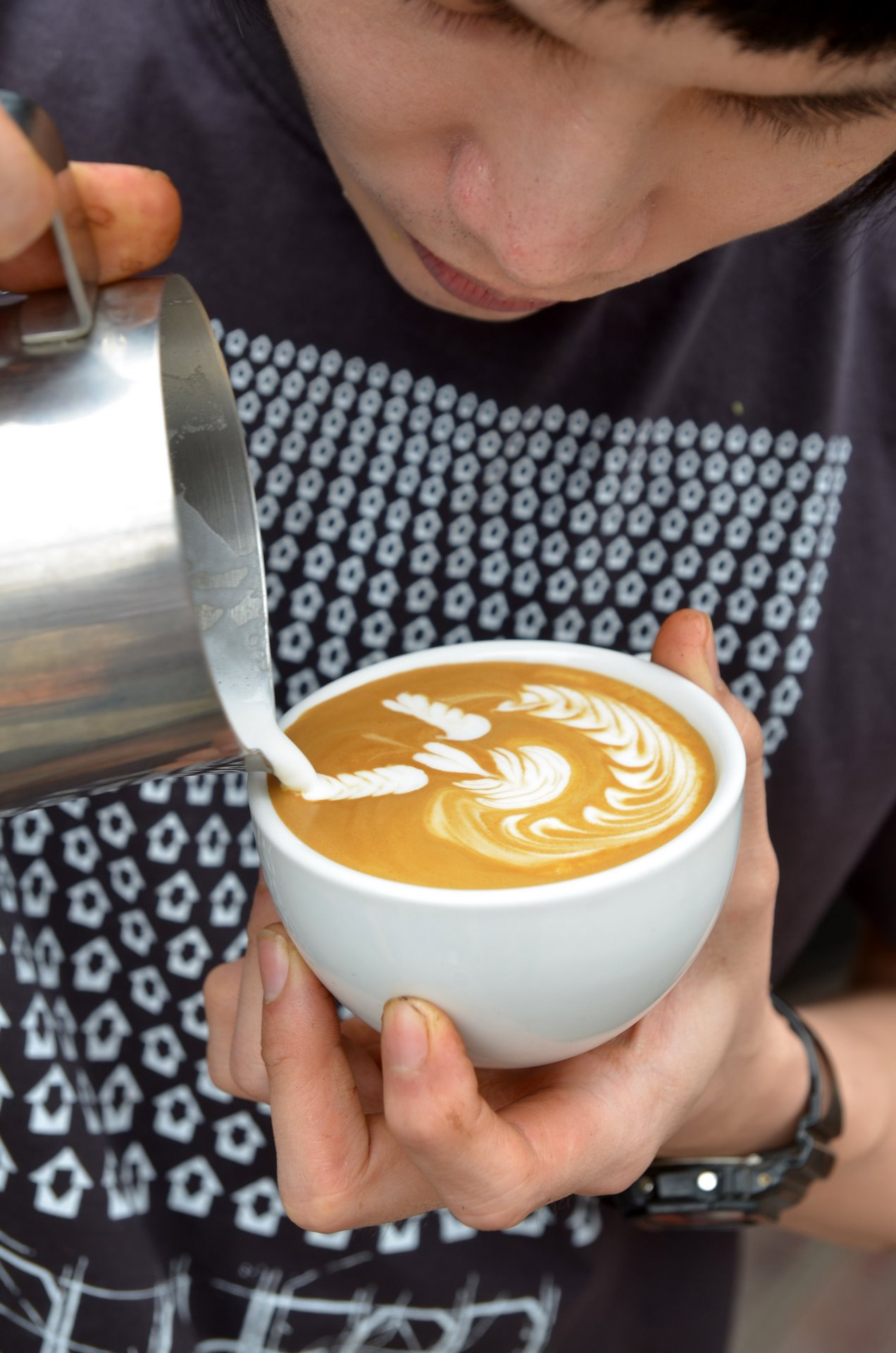
Barista vytvářející svou značku: anděla surfujícího na vlnách (šálek nedrží za ouško, protože je to příliš limitující při otáčení šálku, které je při technice latteart na vrcholové úrovni nezbytné).